# Artannes-sur-Thouet
Artannes-sur-Thouet es una comuna francesa situada en el departamento de Maine y Loira, en la región de Países del Loira.

## Demografía
| 142 | 148 | 162 | 292 | 328 | 399 | 416 |
| Para los censos de 1962 a 1999 la población legal corresponde a la población sin duplicidades (Fuente: INSEE [Consultar]) |     |     |     |     |     |     |